# Entoloma griseorubellum
Entoloma griseorubellum är en svampart som först beskrevs av Wilhelm Gottfried Lasch, och fick sitt nu gällande namn av Kalamees & Urbonas 1986. Entoloma griseorubellum ingår i släktet Entoloma och familjen Entolomataceae.   Inga underarter finns listade i Catalogue of Life.